# Power Rangers Dino Thunder
Power Rangers Dino Thunder là series thứ 12 của loạt phim truyền hình nổi tiếng Power Rangers dựa trên phiên bản của Sentai là Bakuryū Sentai Abaranger. Phim đánh dấu sự trở lại của Jason David Frank và có những tập đặc biệt như tập 4 - tập thứ 500 của cả series Power Rangers - kể lại lịch sử các siêu nhân từ Mighty Morphin Power Rangers đến Power Rangers: Ninja Storm, tập 19 khi các siêu nhân xem tập thứ 10 của Bakuryū Sentai Abaranger, tập 27 khi Tommy gặp lại mình ngày trước. Dino Thunder cũng lấy motif là khủng long bạo chúa, khủng long ba sừng và thằn lằn bay sau Mighty Morphin Power Rangers. Đây cũng là phim đầu tiên và duy nhất trong Power Rangers chỉ có 5 thành viên tính cả thành viên bổ sung. Riêng Hàn Quốc chỉ lấy tên tiêu đề phim để lồng tiếng Hàn cho phiên bản gốc của Bakuryū Sentai Abaranger chứ không liên quan gì đến bản làm lại từ Abaranger mà Saban Entertainment sản xuất và phát hành năm 2004.

## Nội dung
Một sự cố đã gây ra vụ nổ ở một phòng thí nghiệm, xuất hiện một sinh vật nửa người nửa khủng long Mesogog. Tommy Oliver đã kịp thời chạy thoát. Nhiều năm sau, anh đến giảng dạy ở trường Reefside High, California với tư cách là một tiến sĩ. Trong một lần đến thăm bảo tàng trưng bày hóa thạch khủng long, anh đã mang theo 3 học sinh bị kỷ luật là Conner, Ethan và Kira. 3 học sinh này vô tình tìm được căn cứ bí mật của Tommy và 3 viên đá là màu đỏ, xanh, vàng. Conner nhặt viên màu đỏ, Ethan nhặt viên màu xanh, Kira nhặt viên màu vàng, sức mạnh của 3 viên đá sau đó đã ăn sâu vào trong 3 người. Biết rằng sức mạnh của ba viên đá không thể thoát ra khỏi cơ thể học trò mình, Tommy đã tiết lộ cho họ về những viên đá và sức mạnh siêu nhân. 3 người dưới sự huấn luyện của thầy giáo, trở thành những siêu nhân với sứ mệnh bảo vệ Trái Đất khỏi âm mưu đưa Trái Đất về với thời tiền sử. Đội sau đó có thêm sự giúp đỡ của Tommy khi anh trở lại làm siêu nhân và Trent Fernandez. Cuối cùng, 5 siêu nhân cũng đã làm được điều này, nhưng đổi lại họ mất hết Zord và sức mạnh siêu nhân của mình. Phim kết thúc với cảnh các nhân vật đến dự dạ hội của trường
Các siêu nhân trong Dino Thunder còn xuất hiện trở lại 2 lần trong Power Rangers: S.P.D., tập 31 và 35, sau 2 lần team up, trí nhớ của các siêu nhân bị xóa. Kira sau đó cũng trở lại trong Power Rangers: Operation Overdrive trong tập 20 và 21 và gặp Adam Park - một người bạn cũ của Tommy

## Nhân vật
Conner McKnight/Red Dino Ranger/Triassic Ranger
Conner là học sinh của trường Reefside High, cậu là một cầu thủ bóng đá xuất sắc, Conner có tính kiêu ngạo rất gây khó chịu với mọi người. Conner bị hiệu trưởng Randall bắt gặp khi trốn học chơi bóng đá, cậu cùng với Ethan và Kira bị cấm đến trường một tuần vả bị bắt phải cùng Tommy Oliver đến viện bảo tàng trưng bày khủng long. Tommy nói rằng nếu họ tìm được bất cứ điều gì liên quan đến thời tiền sử, học sẽ được mãn đuổi học. 3 người đã vô tình tìm thấy phòng bí mật của thầy mình và tìm thấy 3 viên đá. Conner nhặt viên đá màu đó với sức mạnh của loài khủng long bạo chúa, viên đá này sau ngấm vào cơ thể cậu, nhờ vậy mà cậu có sức mạnh của siêu nhân đỏ và có tốc độ siêu nhanh ở chân. Từ khi trở thành siêu nhân và nghe những lời khuyên của thầy, Conner đã bỏ được tính kiêu ngạo của mình và chững chạc hơn, là một thủ lĩnh của đội. Conner sau đó còn có thêm sức mạnh Triassic của loài thằn lằn gai và kích hoạt được Battlizer. Conner đã mất zord và sức mạnh siêu nhân để tiêu diệt Mesogog. Cậu trở lại trong tập 31 của S.P.D, khi Broodwing tìm được 3 viên đá đó và bắt Conner, Kira và Ethan về tương lai, ba người đã nhặt ba viên đá của mình, nhờ Kat hồi sức mạnh và giúp đỡ các siêu nhân trong S.P.D, sau lần hợp sức, các siêu nhân S.P.D đã nói về tương lai của 3 người, Conner sẽ trở thành một cầu thủ bóng đá chuyên nghiệp và nổi tiếng. 3 người bị đưa về thời của mình - 1 năm sau khi tiêu diệt Mesogog và bị xóa trí nhớ. Conner cũng xuất hiện thêm một lần nữa ở tập 35 S.P.D, khi các siêu nhân S.P.D trở về quá khứ năm 2004. Conner có một người anh em sinh đôi là Eric - một học viên của trường Ninja, xuất hiện trong tập cuối của Power Rangers: Ninja Storm, nhưng người này sau bị đuổi học vì quá kém
Ethan James/ Blue Dino Ranger
Ethan là học sinh của trường Reefside High, cậu là một chuyên gia về máy tính, giống như Conner và Kira, Ethan bị đuổi học 1 tuần vì trốn học khi giúp bạn mình hack một phần mềm. Ethan đã nhặt viên đá màu xanh với sức mạnh của loài khủng long ba sừng khi cùng Conner và Kira tìm thấy phòng bí mật của thầy. Viên đá màu xanh cũng ngấm vào cơ thể của Ethan, nhờ vậy mà cậu có sức mạnh của siêu nhân xanh và có cánh tay rất khỏe. Ethan nổi tiếng là bị nghiện game nặng, luôn bám lấy máy tính và điện tử tay cầm. Ethan cũng đã hi sinh zord và sức mạnh siêu nhân của mình để tiêu diệt Mesogog. Cậu trở lại trong tập 31 của S.P.D, khi Broodwing tìm được 3 viên đá đó và bắt Conner, Kira và Ethan về tương lai, ba người đã nhặt ba viên đá của mình, nhờ Kat hồi sức mạnh và giúp đỡ các siêu nhân trong S.P.D, sau lần hợp sức, các siêu nhân S.P.D đã nói về tương lai của 3 người, Ethan trở thành một chuyên gia tin học và đã tạo ra khá nhiều vũ khí tối tân được dùng trong Power Rangers: S.P.D.. 3 người bị đưa về thời của mình - 1 năm sau khi tiêu diệt Mesogog và bị xóa trí nhớ. Ethan cũng xuất hiện thêm một lần nữa ở tập 35 S.P.D, khi các siêu nhân S.P.D trở về quá khứ năm 2004
Kira Ford/Yellow Dino Ranger
Kira là học sinh của trường Reefside High, cô là một ca sĩ, giống như Conner và Ethan, Kira bị đuổi học 1 tuần do trốn học tập hát. Kira đã nhặt viên đá màu vàng với sức mạnh của loài Chi Thằn lằn bay không răng khi cùng Conner và Ethan tìm thấy phòng bí mật của thầy. Viên đá màu vàng cũng ngấm vào cơ thể của Kira, nhờ vậy mà cô có sức mạnh của siêu nhân vàng và có giọng rất khỏe. Kira sống khép kín và chỉ bộc lộ cảm xúc của mình bằng âm nhạc. Kira có tình cảm với Trent nhưng phim không làm rõ cũng làm đầy đủ câu truyện tình này, người xem có thể nhận ra qua cuộc gặp mặt đầu tiên giữa hai người và Kira luôn tìm cách bào chữa cho Trent khi mọi người biết được bí mật của cậu. Kira đã hy sinh zord và sức mạnh siêu nhân của mình để tiêu diệt Mesogog. Cô trở lại trong tập 31 của S.P.D, khi Broodwing tìm được 3 viên đá đó và bắt Conner, Kira và Ethan về tương lai, ba người đã nhặt ba viên đá của mình, nhờ Kat hồi sức mạnh và giúp đỡ các siêu nhân trong S.P.D, sau lần hợp sức, các siêu nhân S.P.D đã nói về tương lai của 3 người, Kira trở thành ca sĩ nổi tiếng và được lưu diễn ở New York. 3 người bị đưa về thời của mình - 1 năm sau khi tiêu diệt Mesogog và bị xóa trí nhớ. Ethan cũng xuất hiện thêm một lần nữa ở tập 35 S.P.D, khi các siêu nhân S.P.D trở về quá khứ năm 2004. Kira còn trở lại một lần nữa trong tập 20 và 21 của Power Rangers: Operation Overdrive khi Sentinel Knight đã tập hợp 5 siêu nhân ở 5 Power Rangers khác nhau, Kira có gặp lại Tori và Bridge nhưng chỉ nhận ra Tori vì cuộc gặp gỡ của cô với các siêu nhân S.P.D đã bị xóa ký ức, Kira cũng nói chuyện với Adam về Tommy Oliver. Sau lần trở lại đó, Kira tiếp tục với cuộc sống của mình
Tommy Oliver/Black Dino Ranger
Thomas Oliver là một trong những chiến binh vĩ đại nhất trong lịch sử Power Rangers, anh xuất hiện và chiến đáu từ phiên bản đầu tiên Mighty Morphin Power Rangers đến Power Rangers: Turbo. Dù từ bỏ làm siêu nhân ở giữa chừng bản Turbo nhưng Tommy vẫn là một trong những người giỏi nhất và là người hùng của nhiều trẻ em. Sau khi từ bỏ làm siêu nhân ở Turbo, Tommy tiếp tục theo đuổi việc học và đến làm ở Viện Công nghệ Massachusetts, niềm đam mê thời tiền sử bỗng đến với Tommy và làm anh nhớ đến quãng thời gian còn làm siêu nhân. Trong lúc nghiên cứu, Tommy đã tình cờ tìm thấy 3 viên đá quý đỏ, vàng, xanh và anh quyết định sẽ giấu nó. Khi đang cùng Terrence Smith và Anton Mercer, một sự cố đã xảy ra, phòng thí nghiệm bị nổ, Mesogog xuất hiện. Tommy đã chạy thoát, và khi 3 người học trò tìm thấy 3 viên đá, anh đã đào tạo họ thành siêu nhân. Vốn có kinh nghiệm từ lâu, nên khi các con quái vật chuyển sang khổng lồ, Tommy không thấy ngạc nhiên. 3 siêu nhân không biết thân phận thật của thầy mình cho đến khi Tommy bị Mesogog bắt, Ethan tìm thấy một đĩa ghi lại những hồi ức của Tommy khi còn là siêu nhân và kể câu chuyện về các siêu nhân khác từ sau khi mình từ bỏ thân phận. Khi bị Mesogog bắt, Tommy đã phát hiện thêm một viên đá có sức mạnh của loài Brachiosaurus. Tommy được các siêu nhân giải thoát và lấy đi viên đá đó, viên đá sau cũng ngấm vào người Tommy và định mệnh một lần nữa lại bắt anh trở lại làm siêu nhân. Anh trở lại với sức mạnh màu đen. Ở trong đội, Tommy luôn tìm kiếm và thu phục những con zord (zord của anh không có khả năng chiến đấu). Tommy sau đó đã phát hiện ra Trent là siêu nhân trắng nhưng đã bị Trent hóa đá, dù được giải thoát nhưng anh bị kẹt trong thân hình của siêu nhân. Trong tập 27, Tommy tìm ra cách để trở lại dạng người thường, anh đã đối mặt với những siêu nhân mà mình đã từng trải qua ở Mighty Morphin Power Rangers và Power Rangers: Zeo trong ý thức của mình. Sau lần đối mặt đó, Tommy kích hoạt được Super Dino Mode và mạnh hơn. Anh đã hy sinh tất cả các zord và sức mạnh siêu nhân của mình để tiêu diệt Mesogog. Anh có xuất hiện lại trong tập 35 của S.P.D, nhưng chỉ ở dạng siêu nhân. Tommy tiếp tục công việc nghiên cứu và giảng dạy của mình, anh dự kiến sẽ trở lại trong Power Rangers: Super Megaforce với sức mạnh màu xanh lá cây trong Mighty Morphin
Trent Fernandez/White Dino Ranger
Trent là học sinh của trường Reefside High, cậu là một họa sĩ và là một học sinh mới chuyển đến trường. Trent là con nuôi của tiến sĩ Anton Mercer, sau vụ nổ phòng thí nghiệm, bố mẹ của Trent đã chết và Anton nhận Trent làm con nuôi. Trent có tài năng và đam mê hội họa nhưng người cha nuôi không tán thành vì ông muốn cậu sẽ nối nghiệp của mình. Ở trường, Trent làm bồi bàn giúp đỡ cho cửa hàng của Hayley. Trent có tình cảm với Kira nhưng câu chuyện tình này không được làm rõ ràng, chúng ta có thể nhận ra ở vài điểm cuộc gặp mặt đầu tiên giữa hai người và Trent có quan tâm đến Kira khi theo dõi, vẽ cô lúc cô biểu diễn. Trent đã nhìn thấy không gian ảo bí ẩn ở nhà nơi có thể đưa người ta dịch chuyển đến bất kì vị trí nào, trong một lần sau khi nói chuyện với bố, Trent lại nhìn thấy không gian ảo đấy và nó đưa cậu đến đúng căn cứ của Mesogog, cậu nhìn thấy viên đá lạ mang sức mạnh của loài Tupuxuara, viên đá sau đó đã ngấm vào người của Trent và nó đã chọn cậu để trở thành siêu nhân trắng. Thế nhưng sức mạnh của viên đá quá mạnh khiến Trent không thể chế ngự nó mà chính nó chế ngự Trent, thay đổi Trent thành một siêu nhân cực mạnh nhưng bản tính từ hiền lành thành một kẻ ác và ngang ngược. Khi bị viên đá chế ngự, Trent không kiểm soát được mình, đánh nhau loạn xạ, đánh cả các siêu nhân và cả phe Mesogog, và còn cướp cả con Stegosaurus của Tommy, tạo ra một Megazord riêng cho mình. Trent đã nói bí mật của mình với Kira. Cho đến khi bị viên đá hoàn toàn kiểm soát, Trent thỏa thuận đứng về phe Mesogog và có đấu đá quyền lực với Zeltrax. Zeltrax đã âm mưu hại Trent và hắn đã thành công khi Mesogog dùng máy hút năng lượng của Trent, bỗng nhiên Anton xuất hiện, đảo chiều của máy mà nó bắn trúng vào morpher của Trent, giảm sức mạnh giúp Trent kiểm soát lại mình và gia nhập đội. Cùng lúc đó Zeltrax sử dụng nguồn sức mạnh viên đá bị hút, tạo ra một siêu nhân trắng ác. Trong thời gian ở đội, sức mạnh của Trent bị giảm nên thậm chí cậu không thể điều khiển được zord của mình. Ở tập 30, sức mạnh của siêu nhân trắng giả bị giảm mạnh vì chỉ được phép tồn tại một siêu nhân trắng, Trent đã tiêu diệt siêu nhân giả và lấy lại một phần sức mạnh bị mất. Cậu mạnh hơn và điều khiển được con zord của mình. Trent giấu bí mật của bố mình cho đến tập 35, lúc bố cậu không kiểm soát được mình. Trent đứng trước việc có thể bị tước mất quyền làm siêu nhân nhưng đã nhanh chóng lấy lại được lòng tin của đội và trả lời được câu hỏi của Conner rằng cậu sẽ phản ứng ra sao khi đối mặt với Mesogog. Trent đã vạch ra kế hoạch để tiêu diệt căn cứ của Mesogog, cậu cũng đã tiêu diệt toàn bộ lính của hắn. Trent mất zord và sức mạnh của mình để tiêu diệt Mesogog. Cậu xuất hiện lại trong tập 35 của S.P.D. Trent theo học trường hội họa và tiến sĩ Mercer rất tự hào vì điều đó

### Đồng minh
Hayley Ziktor
Harley là quản lý cửa hàng Cyberspace Cafe của trường Reefside High và là nguồn trợ giúp không nhỏ cho các siêu nhân. Chị là bạn đại học của Tommy và là thiên tài về máy móc. Harley đã chế tạo xe cho các siêu nhân, nâng cấp các Zord. Harley đã từng có bằng tốt nghiệp ở Học viện Công nghệ Massachusetts
Cassidy Cornell
Cassidy là phóng viên của trường Reefside High, cô hay nói nhiều nên tính cách rất là khó chịu. Cô từng hẹn hò với Ethan, nhờ vậy mà Ethan nhận ra được điểm tốt của cô, sau 2 người chia tay vì công việc. Cassidy luôn tìm cách săn đuổi để tìm được tung tích các siêu nhân và cô đã thành công khi các siêu nhân đang chiến đấu với Mesogog. Sau đó cô đã đưa băng ghi hình cho Tommy và nói không muốn làm hại bạn bè vì bản thân mình
Devin Del Valle
Devin là trợ lý của Cassidy, là người quay hình. Cậu có tình cảm với Cassidy, vì thế nên cậu mới chịu được tính cách của cô. Devin đã từng ghi lại đoạn băng về Trent nhưng sau bị chị gái mình ghi đè đoạn quay cháu của cậu, Devin đã từng đối mặt với Zeltrax và 2 lần ghi hình về tung tích của các siêu nhân khi 5 người chiến đấu với Zeltrax và Mesogog

### phản diện
Những nhân vật ác này chủ yếu là con người nhưng do ảnh hưởng thí nghiệm mà bị biến thành kẻ xấu
Mesogog/Tiến sĩ Anton Mercer
Anto Mercer là tiến sĩ về hóa thạch khủng long và là cha nuôi của Trent, sau vụ nổ phòng thí nghiệm, bố mẹ của Trent đã chết và Anton nhận Trent làm con nuôi. Ông cũng là chủ của công ty cùng tên và giảng dạy ở trường Reefside High. Trong một lần pha chế hóa chất DNA khủng long, Anton đã thí nghiệm lên cơ thể mình và ông bị biến thành một sinh vật nửa người nửa khủng long Mesogog. Trent sau đó cũng phát hiện ra sự thật về Mesogog. Trong một lần bị Zeltrax bẫy, Trent bị Mesogog đem lên hút sức mạnh, đúng lúc đó ý thức của Anton trỗi dậy, Mesogog bị biến trở lại thành Anton Mercer, ông đã chỉnh đường dẫn và bắn vào morpher của Trent. Anton nói rằng Trent hãy giúp đỡ các siêu nhân, còn mình sẽ tự tìm cách xoay xở, Anton đã nhiều lần thất bại khi cố gắng tiêu diệt Mesogog. Sau khi bí mật bị lộ, Mesogog đã tách cơ thể mình khỏi Anton Mercer. Để cứu bố, Trent đã thỏa thuận với Mesogog sẽ đem 5 viên đá đổi lấy bố mình, Mesogog đồng ý và đã mắc mưu Trent, khi đem 5 viên đá đến, Trent đã ấn nút để các siêu nhân tiến vào tiêu diệt căn cứ Mesogog, Trent sau cứu được bố mình ra. Mesogog đã kịp hấp thụ 5 viên đá nên sống sót và trở nên cực mạnh, các siêu nhân đã phải dùng hết sức mạnh viên đá, tạo ra một con khủng long bạo chúa để tiêu diệt hoàn toàn hắn, đổi lại, họ mất sức mạnh siêu nhân. Anton sau đó đã cảm ơn các siêu nhân và cảm thấy tự hào khi Trent theo học trường hội họa
Elsa 
Elsa là tay sai của Mesogog, Elsa vốn là một người bình thường nhưng bị Mesogog bắt và đem đi thí nghiệm. Elsa đã giấu mình với danh hiệu trưởng trường Reefside, mụ đã thất bại rất nhiều khi đối đầu với các siêu nhân. Elsa sau đã lấy tấm bài Ruby Dragon của Ethan để tạo quái vật, đúng lúc đó Tommy đi vào phòng Hiệu trưởng và phát hiện ra, sau khi các siêu nhân tiêu diệt con quái vật Ruby Dragon. Elsa đã nhét nó vào túi Mesogog, vì vậy mà khi trở lại là Anton Mercer, tấm bài bị rơi ra và Mesogog bị lộ bí mật. Sau đó Mesogog đã hút hết sức mạnh Elsa, Elsa trở lại là một con người bình thường
Zeltrax/Terrence Smith 
Terrence Smith cũng là một chuyên gia nghiên cứu khủng long và từng cạnh tranh với Tommy để làm việc cho Tiến sĩ Anton Mercer. Sau khi Anton chọn Tommy, Terrence đã làm việc cho công ty địch thủ và có một bước đột phá trong pha chế hóa chất về loài khủng long. Thế nhưng lúc đó phòng thí nghiệm bị nổ, Mesogog đã tìm thấy Smith và tái tạo anh ta thành một dạng quái vật. Terrence sau lấy tên là Zeltrax
Giống như Goldar, Zeltrax cũng có thù hận và quyết tâm tiêu diệt bằng được Tommy, mối thù đấy càng lên cao khi Tommy tiêu diệt Goldenrod con quái vật mà Zeltrax coi như con
Sau khi kế hoạch thất bại thảm hại, lúc Conner kích hoạt sức mạnh Triassic, Zeltrax đã quay lưng lại với Mesogog, bặt hơi một thời gian dài để lên kế hoạch tăng sức mạnh. Zeltrax còn tạo ra Zelzord - một con Zord khá mạnh khiến các siêu nhân phải hy sinh toàn bộ Zord của mình để tiêu diệt được. Zeltrax sau bị Tommy và Kira giết
Zeltrax còn xuất hiện lại trong tập 35 Power Rangers: S.P.D, khi Gruumm đi ngược thời gian về 24 năm trước, Gruumm đã liên kết với Zeltrax để tấn công các siêu nhân trong Dino Thunder và S.P.D nhưng sau thất bại, Zeltrax trốn thoát và tiếp tục lên kế hoạch trả thù

## Sức mạnh và khí giới
5 siêu nhân đều có điểm giống nhau là có vũ khí và cùng có khả năng biến Super Dino Mode, khi biến dạng Super Dino Mode, gai sẽ mọc đầy trên người các siêu nhân, Kira có thêm cánh vì cô có sức mạnh của Chi Thằn lằn bay không răng Pteranodon, Trent không có cánh nhưng cũng có khả năng bay lượn vì cậu có sức mạnh của Chi thằn lằn bay không răng khác, lớn hơn là Tupuxuara. Đầu tiên là Conner có được khi chiến đấu với Trent, sau Kira và Ethan cũng có khi khi chiến đấu với Trent, Trent có được khả năng này sau khi sức mạnh bị giảm, sau cùng là Tommy. Super Dino Mode của Trent mạnh nhất trong số cả năm với gai lớn hơn và 2 gai đầu tay mọc dài hơn nửa mét.
Morphers
1. Dino Morpher (Máy biến hình của Conner, Kira và Ethan, khi biến hình 3 người sẽ ấn nút và hô: "Dino Thunder, power up, hah)
2. Brachio Morpher (Máy biến hình của Tommy Oliver, khi biến hình anh sẽ cắm tua vít, vặn và hô: "Dino Thunder, power up, hah)
3. Drago Morpher (Máy biến hình của Trent, khi biến hình cậu sẽ ấn nút và hô: "White Ranger, dino power)
4. Triassic Morpher (Máy biến hình của Conner dạng Triassic, khi cậu đã từ siêu nhân đỏ biến thành Triassic)

Vũ khí
1. Tyranno Staff (gậy chiến đấu của Conner)
2. Tricera Shield (khiên chiến đấu của Ethan)
3. Ptera Grips (kẹp chiến đấu của Kira)
4. Brachio Staff(quyền trượng chiến đấu của Tommy)
5. Drago Sword (kiếm chiến đấu của Trent)
6. Shield of Triumph (khiên chiến đấu của Conner dạng Triassic)
7. Thundermax Blaster/Saber (Khẩu đại bác được tạo bởi vũ khí của Conner, Kira và Ethan)
8. Z-Rex Blaster (Khẩu đại bác được tạo bởi vũ khí của cả năm người)
9. Battlized (Bộ giáp của Conner ở dạng Triassic, đây là vũ khí đặc biệt của các siêu nhân đỏ, có sức công phá cao)

Phương tiện đi lại
1. Raptor Riders (Khủng long để cưỡi của Conner,Ethan, Kira và Tommy)
2. Raptor Cycles (Xe của Conner,Ethan và Kira)
3. Dino ATVs (Xe của Tommy và Trent)
4. Hovercraft Cycle (Xe của Ethan, có khả năng bay)
5. Triceramax Command Center Truck (Xe tải của Harley, có sức công phá cao, đã phá hủy căn cứ của Mesogog)

## Chi tiết đặc biệt
Trong tập "Lost & Found in Translation", các chiến binh Dino Thunder ngồi xem bản lồng tiếng Anh tập 10 của Abaranger.  Khi Conner, Ethan và Kira theo dõi, Conner đã kinh hoàng khi miêu tả về họ. Trong khi đó, các Abaranger phải đối đầu với một con quái vật tên là Trinoid 9: Bankumushroom (bản lồng tiếng Anh bị xuyên tạc thành Ka - Ching). Nó là một con quái vật biến con người có mái tóc kiểu đầu nấm và vũ khí của nó là những đồng xu khổng lồ. Điều này khiến không ít fan hâm mộ Super Sentai cũng như Abaranger cảm thấy vô cùng phẫn nộ khi phiên bản Mỹ hóa đã không tôn trọng phiên bản gốc của xứ Phù tang. Nhân vật Ethan và Kira vẫn một mực khăng khăng các nhân vật trong tập 10 của Abaranger là "chúng ta" trên TV. Bản lồng tiếng Anh còn cố tình xuyên tạc các nhân vật trong Abaranger như Sanjō Yukito là Kenny, cầu thủ bóng chày Bucky Bonds là Whacker Wilson, Asuka là Mikey, ông Yokota là O'Shaughnessy. Đại đa số fan hâm mộ dòng phim Power Rangers cho rằng Dino Thunder mặc dù là bản làm lại từ Abaranger nhưng nó đã ăn đứt bản gốc.

## Các tập
1. Day Of The Dino Part 1
2. Day Of The Dino Part 2
3. Wave Goodbye
4. Legacy of Power
5. Back in Black
6. Diva in Distress
7. Game On
8. Golden Boy
9. Beneath the Surface
10. Ocean Alert
11. White Thunder Part 1
12. White Thunder Part 2
13. White Thunder Part 3
14. Truth and Consequences
15. Leader of the Whack
16. Burning at Both Ends
17. The Missing Bone
18. Bully for Ethan
19. Lost & Found in Translation
20. It's a Mad Mad Mackerel
21. Copy That
22. Triassic Triumph
23. A Star is Torn
24. A Ranger Exclusive
25. Tutenhawken's Curse
26. Disappearing Act
27. Fighting Spirit
28. The Passion of Conner
29. Isn't it Lava-ly
30. Strange Relations
31. Thunder Storm Part 1
32. Thunder Storm Part 2
33. In Your Dreams
34. Drawn Into Danger
35. House of Cards
36. A Test of Trust
37. Thunder Struck Part 1
38. Thunder Struck Part 2

## Các diễn viên
- James Napier vai Conner McKnight
- Kevin Duhaney vai Ethan James
- Emma Lahana vai Kira Ford
- Jason David Frank vai Tiến sĩ Tommy Oliver
- Jeffrey Parazzo vai Trent Fernandez
- Ismay Johnston vai Hayley Ziktor
- Katrina Devine vai Cassidy Agnes Cornell
- Tom Hern vai Devin Del Valle
- Latham Gaines vai Tiến sĩ Anton Mercer (Mesagog)
- Miriama Smith vai hiệu trưởng Randall (Elsa)
- James Gaylyn vai Zeltrax (lồng tiếng)
- Adam Gardiner vai Siêu nhân Trắng giả (lồng tiếng)